# 선의 (가수)
선의(본명: 우쉬안이, 중국어 간체자: 吴宣仪, 정체자: 吳宣儀, 병음: Wú Xūanyí, 1995년 8월 8일 ~ )는 대한민국의 걸 그룹 우주소녀에서 서브보컬과 리드댄서를 맡았었다. 현재는 대한민국에 들어오지 못하고 중국에서만 활동을 하고있다.
2016년 우주소녀의 일원으로 데뷔하였다. 2018년 창조101에 참가하여 최종 2위를 하여 화전소녀101(중국어 간체자: 火箭少女101)의 일원이 되었다. 화전소녀101의 매니지먼트사인 저우텐 엔터테인먼트(중국어 간체자: 周天娱乐)에서 당초 계약을 뒤집고 우주소녀와 화전소녀101의 병행 활동을 금지하자 8월 9일 화전소녀101을 탈퇴하였다가, 양사의 합의 뒤에 8월 17일 복귀하였다.